# Lucrèce Landriani
Lucrèce Landriani (née vers 1440) est la maîtresse de Galéas Marie Sforza, duc de Milan, et la mère de sa fille illégitime, Catherine Sforza, dame d'Imola et comtesse de Forlì. Elle a trois autres enfants du duc et deux de son mari. 

## Biographie
Lucrèce est née à Milan vers 1440 ; rien de plus, cependant, n'est connu de ses premières années ou de sa filiation. Vers 1450, elle épousa Cristoforo Lampugnani, fils de Lucrèce Visconti et de Giovanni Andrea Lampugnani. Elle devient ensuite l'épouse du comte Gian Piero Landriani, courtisan à la cour ducale et ami proche de Galéas Marie Sforza (1444-1476), fils de Francesco Sforza, duc de Milan et de Blanche Marie Visconti, duchesse de Milan.  Galéas Marie deviendra duc de Milan à la mort de son père le 8 mars 1466.  
Un portrait contemporain de Lucrèce peint par Domenico Veneziano la montre  avec des cheveux blonds, des yeux bleus, un front haut et des traits fins.  
Elle donne à son mari Gian Piero deux enfants et prend en charge leur éducation  son fils, Piero Landriani, devient le châtelain de la forteresse de Forlimpopoli et sa fille, Bianca Landriani, épouse Tommaso Feo, gouverneur du château de Ravaldino et beau-frère de Catherine Sforza.   

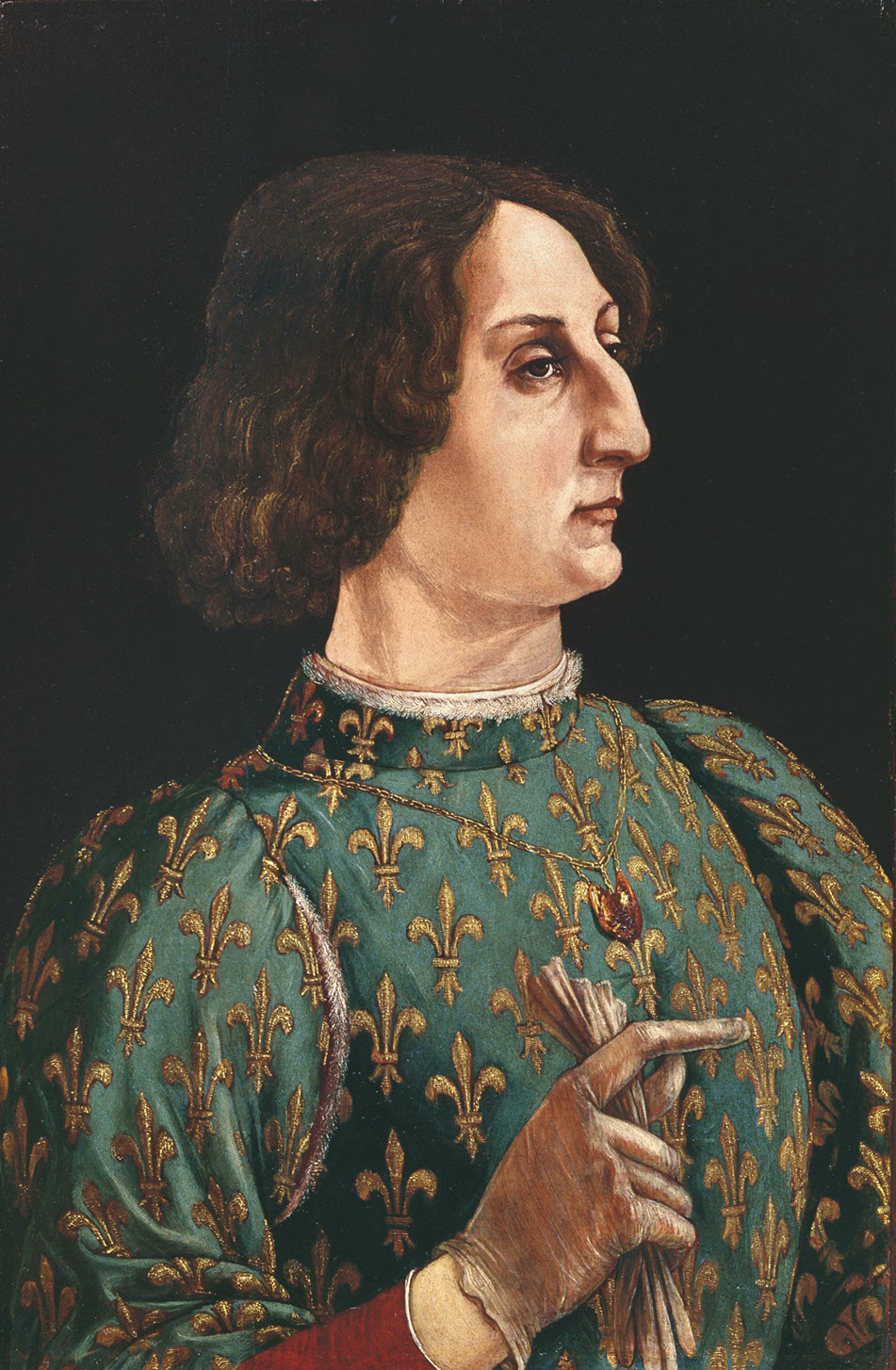
Portrait de Galéas Marie Sforza, père des enfants de Lucrèce.

Lucrezia devient la maîtresse de Galéas Marie vers 1460, alors qu'il a seize ans, et elle lui donne au moins quatre enfants : 
- Carlo Sforza, comte de Magenta (1461 - 9 mai 1483), épouse Bianca Simonetta (décédée en 1487), avec qui il a deux filles, Angela Sforza (1479-1497) et Ippolita Sforza (1481-1520). Cette dernière épouse Alessandro Bentivoglio dont elle a une fille, Violante, devenue l'épouse du condottiere Giovanni Paolo Ier Sforza, fils illégitime de Ludovic Sforza et de Lucrezia Crivelli.
- Catherine Sforza, dame d'Imola, comtesse de Forli (1463 - 28 mai 1509).
- Alessandro Sforza, seigneur de Francavilla (1465-1523), épouse Barbara dei Conti Balbiani di Valchiavenna, par qui il a une fille, Camilla.
- Chiara Sforza (1467-1531), épouse Pietro, comte dal Verme di Sanguinetto et seigneur de Vigevano, puis Fregosino Fregoso, seigneur de Novi.

Les enfants de Lucrèce sont légitimés et élevés à la cour ducale, aux côtés des enfants légitimes de Galéas Marie et de sa seconde épouse Bonne de Savoie. Ils ont cependant été confiés aux soins de leur grand-mère paternelle, Blanche Marie Visconti. L'enfant la plus douée et la plus remarquable de Galéas Marie et de Lucrèce est Catherine, qui est formée aux arts de la diplomatie et de la guerre par sa grand-mère. Ces compétences sont nécessaires dans le contexte politique de l'Italie du XVe siècle, marquée par les intrigues, la trahison, les assassinats et les conflits continus, causés par l'intense rivalité des cités-États et de leurs dirigeants. 
Le 26 décembre 1476, Galéas Marie Sforza est poignardé à l'intérieur de l'église de San Stefano à Milan. Son seul fils légitime par Bonne de Savoie, Jean Galéas Sforza, lui succède. 
Lucrèce Landriani meurt à une date inconnue. 